# Нозофилия
Нозофилия (от греч. νόσος, болезнь и φιλία, любовь; син. нозомания) — сверхценная идея о наличии того или иного заболевания и связанные с ней неадекватные представления о способах лечения и самолечения.
Наиболее часто встречается при расстройствах личности (психопатиях).